# ナイアガラ (蒸気フリゲート)

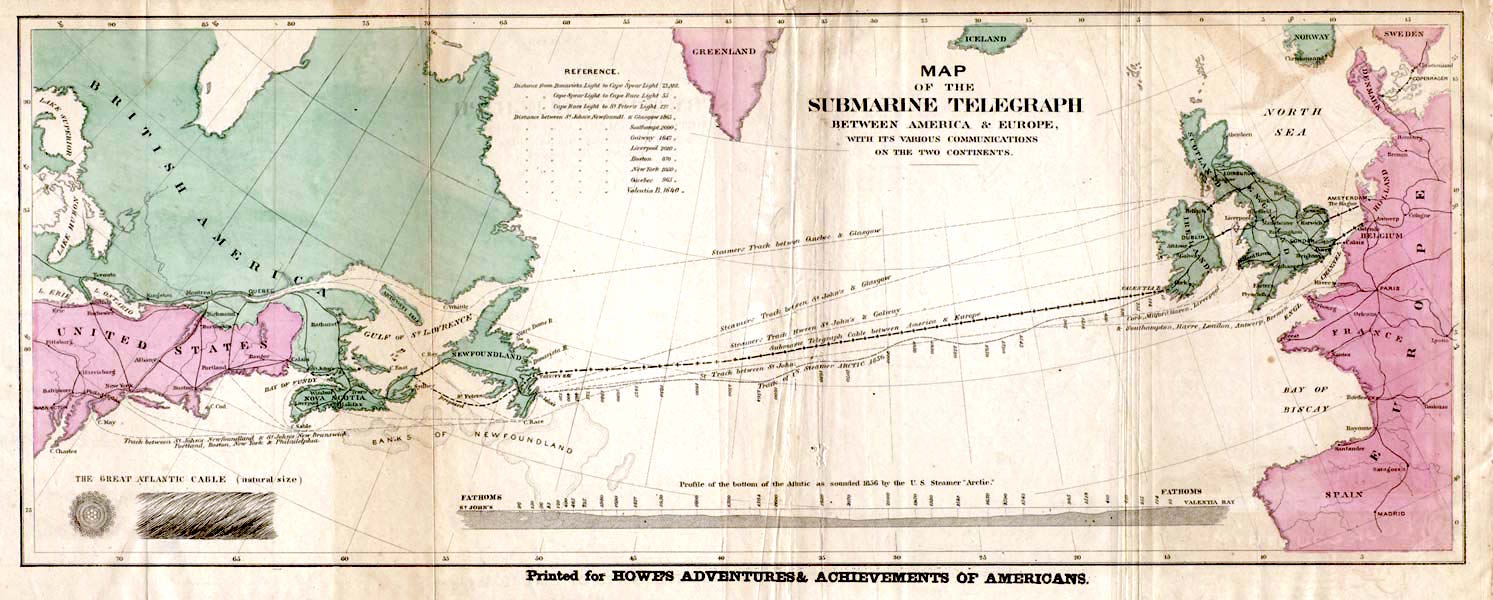
1858年頃の海底ケーブル

USS ナイアガラ  （2代目）は米国海軍の蒸気フリゲート。
ナイアガラ は1855年2月23日にニューヨーク海軍工廠で進水、1857年4月6日に就役。初代艦長はウィリアム・ハドソン（William L. Hudson）大佐。

## 艦歴

### 大西洋横断ケーブルの敷設、1857－1858年
ナイアガラ は1857年4月22日にニューヨークを英国に向け出港、5月14日にケント州グレーブゼンド（Gravesend）に到着した。大西洋横断の際の航海記録 がNew York Daily Times（現ニューヨーク・タイムズ）の特派員によって記録され、1857年5月14日に出版されている。英国に到着後、ナイアガラ は最初の「大西洋横断海底ケーブル」敷設のための資材を積み込んだ。海底ケーブルは米国海軍の海洋学者であるマシュー・モーリーが発見した、ニューファンドランドからアイルランドにかけてつらなる海底山脈（モーリーはこれを「海底電信台地（telegraphic plateau）」と名付けた）に沿って敷設することになっていた。ナイアガラ はアイルランドのヴァレンティア島から西に向かうが、8月11日、数百マイル敷設した地点でケーブルは切れてしまった。ナイアガラ は11月20日にニューヨークに戻り、次の任務に備えて12月2日には一旦任務を解かれる。翌1858年2月24日、再び任務が下った。3月8日に出港、3月28日にプリマスに到着する。そこで英国海軍の戦列艦アガメムノン（HMS Agamemnon）と実験を行った。両艦はプリマスに戻り、資材を搭載後、7月29日に大西洋の洋上で会合した。そこでケーブルの両端をつなぎ合わせ、両艦はケーブルを敷設しながらそれぞれの母国に向かった。8月5日、ナイアガラ の艦載ボートがニューファンドランドのブリルズ・マウス島（Brills Mouth Island）にケーブルの陸揚げに成功、英国側でも同日にケーブルが陸揚げされた。8月16日、最初の通信がヴィクトリア女王からブキャナン大統領宛に発信された。しかしながら、この最初の海底ケーブルは3週間ほどで作動しなくなり、完全な成功は1866年まで待たねばならなかった。

### アフリカへの航海、1858年
1858年8月21日、キューバ沖で米国海軍のブリッグドルフィン号（USS Dolphin）は、奴隷船から318人のアフリカ人を救出し、サウスカロライナ州チャールストンに寄港した。ナイアガラ の次の任務は、これらアフリカ人達をリベリアに送ることであった。9月20日にチャールストンを出発、11月9日にモンロビアに到着した。12月11日にニューヨークに戻り、12月17日に任務を完了した。

### 日本への航海、1860－1861年
1860年5月14日、ウィリアム・マッキーン（William McKean）大佐指揮下のナイアガラ に次の任務が与えられた。米国を訪問した日本の外交使節団を日本まで送り届ける任務であった。使節団は6月29日に乗船し、翌6月30日にニューヨークを出港した。途中、7月16日にポルトガル領のサン・ヴィセンテ島ポルト・グランデ（現カーボベルデ）、8月6日に羅安多（ロアンダ）に寄港し、8月26日に喜望峰を通過してインド洋に入った。さらに9月30日にバタビア（現ジャカルタ）、10月22日に香港に寄港し、11月8日に三浦半島の松輪村沖に碇泊した。翌11月9日に横浜港で従者らがまず下船し、品川沖に碇泊後、使節団は11月10日に築地操練所に上陸した。
11月27日には帰国の途につき、香港、アデン、ケープタウンを経由し、1861年4月23日にボストンに戻るが、そこで南北戦争の勃発を知った。

### 南北戦争、1861－1864年
ナイアガラ は直ちに南部の港湾の封鎖作戦の準備をし、5月10日にはチャールストン沖に到着した。2日後にはリバプールからの封鎖突破船を捕獲している。その夏の間はアラバマ州モービル湾で同様の任務についた。9月22日、ピケンズ砦（Fort Pickens）にてマッキーンはメキシコ湾封鎖艦隊の司令長官に任命された。ナイアガラ はペンサコーラのマックリー砦（Fort McRee）を防衛するため、南軍と対峙し、11月22日にはワリントンに着いた。この間、喫水線上を2回損傷している。1862年6月5日、修理のためにボストン海軍工廠に向かい。6月16日に任務を解かれた。1863年10月14日に戦列復帰。1864年6月1日、ニューヨークを出港し、南軍の戦闘艦の監視のためにヨーロッパに向かう。6月26日にアントワープを母港に定め、英国海峡、フランスの大西洋岸、ビスケー湾を哨戒した。8月15日にはポルトガル沖で南軍の艦艇を拿捕している。翌年2月から3月かけて、僚艦サクラメント号（USS Sacramento）と共に、スペインのフェロル沖で、南軍の装甲艦ストーンウオール号（CSS Stonewall）の出港を阻止する任務についていたが、これには失敗しリスボンへの逃走を許した。なお南北戦争終了後、ストーンウオール号は一旦米国海軍に編入された後幕府海軍に売却され「甲鉄」と命名されるが、戊辰戦争の勃発により米国は引渡しを拒否。結局明治政府が買取、「東艦」として初期の帝国海軍の一翼をになった。
ナイアガラ はヨーロッパ艦隊の一員として哨戒任務につき、8月29日カディスを出港、9月20日にボストンに戻った。9月28日に任務完了し、1885年5月6日に売却されるまで、そのままボストン海軍工廠にあった。